# Mark Pope
Mark Edward Pope (Omaha, Nebraska, 11 de septiembre de 1972) es un exjugador de baloncesto estadounidense que jugó seis temporadas en la NBA, además de hacerlo en la liga turca, en la CBA y en la ABA 2000. Con 2,08 metros de estatura, lo hacía en la posición de ala-pívot. Desde 2024 es el entrenador de los Kentucky Wildcats de la División I de la NCAA.

## Trayectoria deportiva

### Universidad
Pope comenzó su carrera universitaria jugando dos años en los Huskies de la Universidad de Washington, en los que promedió 10,3 puntos y 8,1 rebotes, y 12,2 puntos y 8 rebotes en cada uno, respectivamente. Con 20 años fue transferido a la Universidad de Kentucky, en la que terminó sus estudios. En su primer año en Kentucky no pudo jugar debido a las normas de la NCAA, que impiden a los jugadores participar durante su primer año de traslado. En los Wildcats ganó el Campeonato de la NCAA de 1996, derrotando en la final a Syracuse por 76-67. En su último año universitario firmó 7.6 puntos y 5.1 rebotes por encuentro.

### Profesional
Pope fue seleccionado en el 52.º puesto del Draft de la NBA de 1996 por Indiana Pacers, aunque su primera temporada como profesional la desarrolló en el Efes Pilsen de la liga turca. Al año siguiente debutó en la NBA con los Pacers, donde jugó dos campañas y se pasó la mayor parte del tiempo en la lista de lesionados, participando solamente en 32 partidos en total. Tras una breve estancia en los La Crosse Bobcats de la CBA y en el Ülkerspor turco, Pope fichó como agente libre por Milwaukee Bucks el 27 de septiembre de 2000. En su primer año en los Bucks disputó 63 partidos, 45 de ellos como titular, y promedió 2.4 puntos y 2.3 rebotes, siendo los mejores números en su carrera en la liga. Antes de que diera comienzo la temporada 2002-03 fue contratado por New York Knicks, aunque no pudo jugar en todo el año por lesión. En septiembre de 2003 firmó con Denver Nuggets, donde militó hasta que fue despedido el 27 de octubre de 2005.

## Estadísticas de su carrera en la NBA

### Temporada regular
| Temporada | Edad | Equipo          | Liga | P   | TIT | MIN  | TC  | TCA | %TC  | 3P  | 3PA | %3P  | TL  | TLA | %TL  | R.OF. | R.DEF. | REB | ASIS | ROB | TAP | PER | FP  | PTS |
| 1997-98   | 25   | Indiana Pacers  | NBA  | 28  | 0   | 6.9  | 0.5 | 1.5 | .341 | 0.0 | 0.1 | .333 | 0.4 | 0.6 | .588 | 0.3   | 0.6    | 0.9 | 0.3  | 0.1 | 0.2 | 0.4 | 1.3 | 1.4 |
| 1998-99   | 26   | Indiana Pacers  | NBA  | 4   | 0   | 6.5  | 0.3 | 1.8 | .143 | 0.0 | 1.0 | .000 | 0.0 | 0.3 | .000 | 0.5   | 0.5    | 1.0 | 0.0  | 0.0 | 0.0 | 0.3 | 1.5 | 0.5 |
| 2000-01   | 28   | Milwaukee Bucks | NBA  | 63  | 45  | 15.0 | 1.0 | 2.3 | .437 | 0.1 | 0.4 | .208 | 0.3 | 0.6 | .629 | 0.9   | 1.4    | 2.3 | 0.6  | 0.3 | 0.4 | 0.3 | 2.2 | 2.4 |
| 2001-02   | 29   | Milwaukee Bucks | NBA  | 45  | 11  | 9.5  | 0.8 | 2.0 | .396 | 0.1 | 0.6 | .160 | 0.2 | 0.5 | .524 | 0.4   | 1.2    | 1.6 | 0.4  | 0.2 | 0.2 | 0.3 | 1.0 | 1.9 |
| 2003-04   | 31   | Denver Nuggets  | NBA  | 4   | 0   | 5.0  | 0.3 | 0.5 | .500 | 0.0 | 0.0 |      | 0.0 | 0.3 | .000 | 0.0   | 0.8    | 0.8 | 0.0  | 0.3 | 0.0 | 0.8 | 2.0 | 0.5 |
| 2004-05   | 32   | Denver Nuggets  | NBA  | 9   | 0   | 3.0  | 0.2 | 0.7 | .333 | 0.0 | 0.0 |      | 0.0 | 0.0 |      | 0.6   | 0.3    | 0.9 | 0.1  | 0.1 | 0.2 | 0.1 | 0.6 | 0.4 |
| Total     |      |                 | NBA  | 153 | 56  | 10.7 | 0.8 | 1.9 | .401 | 0.1 | 0.4 | .179 | 0.3 | 0.5 | .573 | 0.6   | 1.1    | 1.7 | 0.4  | 0.2 | 0.3 | 0.3 | 1.6 | 1.9 |

### Playoffs
| Temporada | Edad | Equipo          | Liga | P  | MIN | TCA | TC | 3PA | 3P | TLA | TL | R.OF. | REB | ASIS | ROB | TAP | PER | FP | PTS | %TC  | %3P  | %FT   | MIN | PTS | REB | AST |
| 1997-98   | 25   | Indiana Pacers  | NBA  | 7  | 42  | 4   | 6  | 0   | 1  | 1   | 1  | 2     | 5   | 1    | 1   | 0   | 1   | 8  | 9   | .667 | .000 | 1.000 | 6.0 | 1.3 | 0.7 | 0.1 |
| 2000-01   | 28   | Milwaukee Bucks | NBA  | 6  | 46  | 5   | 10 | 0   | 1  | 0   | 0  | 5     | 12  | 2    | 2   | 0   | 0   | 6  | 10  | .500 | .000 |       | 7.7 | 1.7 | 2.0 | 0.3 |
| Total     |      |                 | NBA  | 13 | 88  | 9   | 16 | 0   | 2  | 1   | 1  | 7     | 17  | 3    | 3   | 0   | 1   | 14 | 19  | .563 | .000 | 1.000 | 6.8 | 1.5 | 1.3 | 0.2 |